# Kazimierz Grochulski

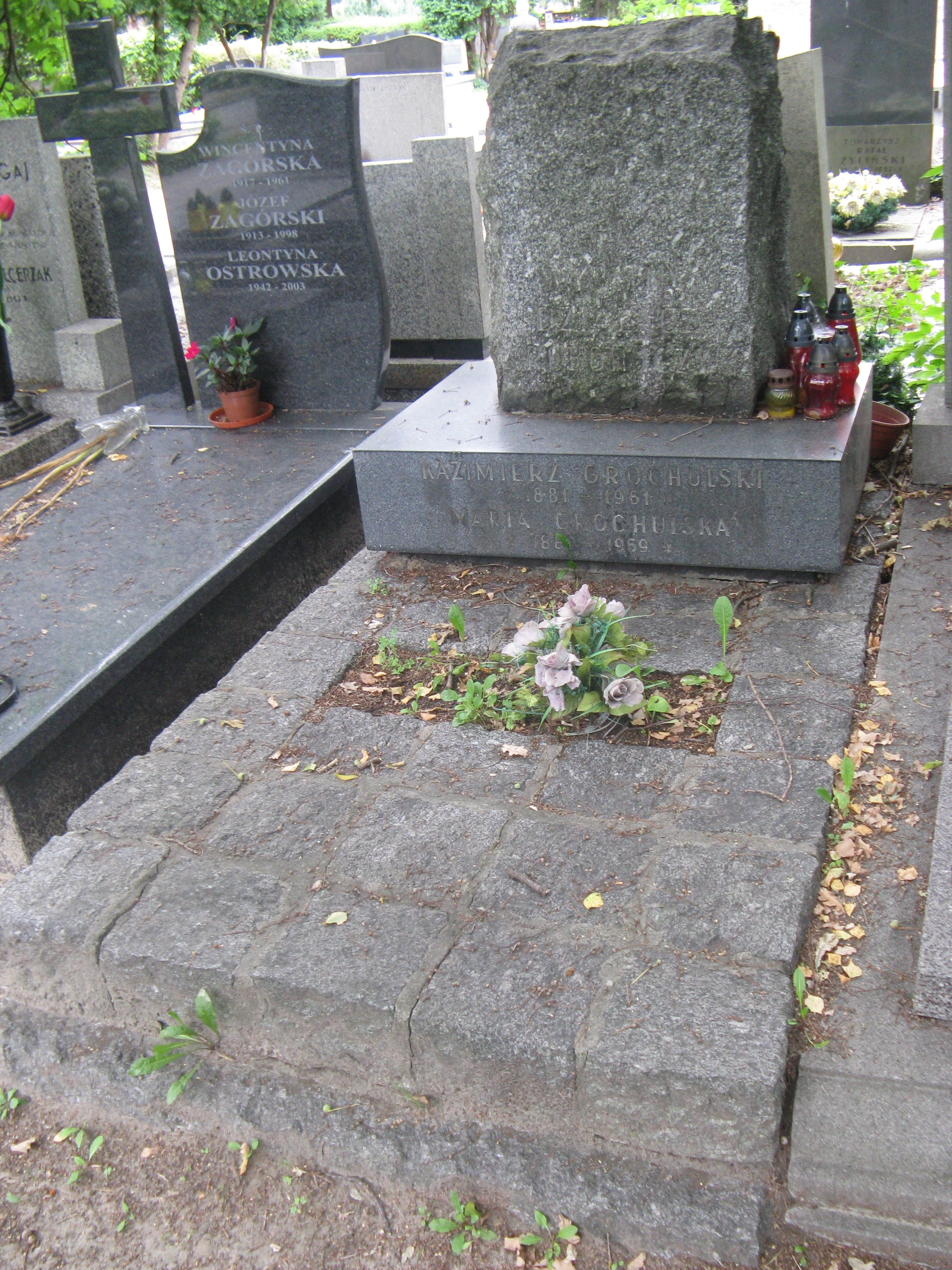
Grób Kazimierza Grochulskiego na Cmentarzu Wojskowym na Powązkach

Kazimierz Grochulski pseud. Kazimierz, Wilk (ur. 4 marca 1881 w Dobrzejewicach, zm. 12 lipca 1961 w Warszawie) – działacz socjalistyczny, komunistyczny i związkowy.

## Życiorys
W 1902 skończył szkołę techniczną i podjął pracę na stacji Ząbkowice w Zagłębiu Dąbrowskim. W 1904 wstąpił do PPS. Jesienią 1905 był współorganizatorem powszechnego strajku kolejarzy na odcinku Sosnowiec-Częstochowa. Po rozłamie w PPS działał w PPS-Lewicy w Zagłębiu. Od 1909 pracował w Warszawie, a od 1912 w Pruszkowie. W 1915 ewakuowany do Jekaterynosławia, od 1917 działał w Kijowie w miejscowej organizacji SDPRR(b) i sekcji PPS-Lewicy. Uczestnik rewolucji lutowej, październikowej i wojny domowej na Ukrainie. We wrześniu 1918 wrócił do kraju i pracował w warszawskich warsztatach kolejowych. Od grudnia 1918 działał w KPRP. Był jednym z czołowych działaczy komunistycznych w środowisku kolejarzy. 1919–1923 był członkiem Centralnego Wydziału Kolejowego, Centralnego Wydziału Zawodowego i Komitetu Warszawskiego KPRP. Przewodniczący koła Związku Zawodowego Kolejarzy i członek jego Zarządu Okręgowego. 24–29 listopada 1920 brał udział w III Zjeździe Związku Zawodowego Kolejarzy (ZZK) we Lwowie, przemawiając w imieniu lewicy. Od 31 stycznia 1921 w Centralnym Komitecie Strajkowym. W lutym 1921 podczas strajku został aresztowany i zwolniony z pracy. W lipcu 1921 wybrany do Warszawskiej Rady Związków Zawodowych. Latem 1921 wziął udział w IV Zjeździe ZZK w Warszawie, gdzie domagał się zniesienia uchwały Komisji Centralnej Związków Zawodowych o wykluczeniu komunistów ze związków. W maju 1922 wydalony z ZZK, w sierpniu 1922 wszedł do Centralnego Komitetu Wyborczego Związku Proletariatu Miast i Wsi (ZPMiW), z listy którego kandydował w wyborach do Sejmu i Senatu RP. Od grudnia 1922 członek KC ZPMiW. 5 czerwca 1924 podpisał list protestacyjny „Przeciw represjom. List otwarty w sprawie białego terroru w Polsce”. Od 1926 pracował w Kasie Chorych w Warszawie. Działacz Związku Pracowników Kas Chorych i Instytucji Ubezpieczeń Społecznych, z którego został usunięty w 1928, gdy zwolniono go z pracy. W 1927 był w komitecie powołanym do przygotowania wyjazdu „delegacji robotników i chłopów” do ZSRR. W grudniu 1928 z powodu opowiadania się po stronie frakcji „większości” w KPP popadł w konflikt z „mniejszościowym” Komitetem Warszawskim KPP i został faktycznie odsunięty od aktywnej  działalności w tej partii. Od 1929 do 1944 pracował dorywczo, w 1945 wstąpił do PPR i został kierownikiem kadr w Dyrekcji Okręgowej Kolei Państwowych w Gdańsku. Od 1947 pracował w Ministerstwie Komunikacji w Warszawie, a potem w Zarządzie Głównym ZZK. Od 1956 na rencie dla zasłużonych. Był odznaczony m.in. Złotym Krzyżem Zasługi (1946), Orderem Sztandaru Pracy I i II (1955) klasy oraz Medalem 10-lecia Polski Ludowej (1955). Pochowany na wojskowych Powązkach (kwatera 28BII-12-27).